# Dolores Redondo
Pour les articles homonymes, voir Redondo (homonymie).
Dolores Redondo Meira, née le 1er février 1969 à Saint-Sébastien, dans la province de Guipuscoa, au Pays basque, est une romancière espagnole, auteure de romans historiques et policiers.

## Biographie
Après des études de droit à l'université de Deusto, Dolores Redondo Meira travaille dans le milieu de la restauration pendant plusieurs années,.
En 2009, elle publie un premier roman historique nommé Los privilegios del ángel. En 2013, elle écrit le roman policier Le Gardien invisible (El guardián invisible) qui est le premier volume de la trilogie de la vallée du Baztan, commune où se déroule l'intrigue. Le roman débute par la découverte d'un corps sur les rives supérieures du fleuve Bidassoa, nommé Baztan à sa naissance en Navarre. L'histoire revisite également le mythe du Basajaun. Elle publie, la même année, le second volume de la série, De chair et d'os (Legado en los huesos), puis la clôt en 2014 avec Une offrande à la tempête (Ofrenda a la tormenta).
À la suite du succès du roman au Pays basque, une adaptation en bande dessinée est réalisée, puis le premier tome donne naissance à un film en 2017, le thriller The Invisible Guardian (El guardián invisible) réalisé par Fernando González Molina (es), avec l'actrice Marta Etura dans le rôle de l'inspectrice Amaia Salazar.
Elle reçoit en 2016 le prix Planeta pour le roman Tout cela je te le donnerai (Todo esto te daré), qui se déroule en Galice.
En 2019, La Face nord du cœur (La cara norte del corazón) explicite le bref passage de l'inspectrice Amaia Salazar au FBI et déplace l'action à La Nouvelle-Orléans à l'époque de l'ouragan Katrina. Le roman est une préquelle à la Trilogie de la Vallée de Baztan.

## Œuvre

### Trilogie de la Vallée du Baztan
1. Le Gardien invisible, Stock, coll. « La Cosmopolite noire », 2013 ((es) El guardián invisible, 2013), trad. Marianne Millon, 464 p.  (ISBN 978-2-234-07194-0)Réédition, Gallimard, coll. « Folio policier » no 752, 2015, 528 p. (ISBN 978-2-07-046169-1)
2. De chair et d'os, Mercure de France, coll. « Mercure noir », 2015 ((es) Legado en los huesos, 2013), trad. Anne Plantagenet, 560 p.  (ISBN 978-2-7152-3555-7)Réédition, Gallimard, coll. « Folio policier » no 785, 2016, 608 p. (ISBN 978-2-07-290179-9)
3. Une offrande à la tempête, Mercure de France, coll. « Mercure noir », 2016 ((es) Ofrenda a la tormenta, 2014), trad. Judith Vernant, 528 p.  (ISBN 978-2-7152-4238-8)Réédition, Gallimard, coll. « Folio policier » no 826, 2017, 592 p. (ISBN 978-2-07-270818-3)

### Romans indépendants
- (es) Los privilegios del ángel, 2009
- Tout cela je te le donnerai, Fleuve éditions, 2018 ((es) Todo esto te daré, 2016), trad. Judith Vernant, 704 p.  (ISBN 978-2-265-11778-5)Réédition, Pocket, coll. « Romans étrangers » no 17432 2019, 744 p. (ISBN 978-2-266-29159-0)
- La Face nord du cœur, Gallimard, coll. « Série noire », 2021 ((es) La cara norte del corazón, 2019), trad. Anne Plantagenet, 682 p.  (ISBN 978-2-07-28-8877-9)Réédition, Gallimard, coll. « Folio policier » no 958, 2022, 768 p. (ISBN 978-2-07-296542-5). Préquel de la trilogie du Baztán.
- En attendant le déluge, Gallimard, coll. « Série noire », 2024 ((es) Esperando al diluvio, 2022), trad. Isabelle Gugnon, 560 p.  (ISBN 9782073018694)

## Filmographie

### Comme auteur adapté
- 2017 : Le Gardien Invisible (El guardián invisible), film espagnol réalisé par Fernando González Molina (es), avec Marta Etura, Elvira Mínguez et Carlos Librado.
- 2019 : De chair et d’os (Legado en los huesos), film espagnol réalisé par Fernando González Molina (es), avec  Marta Etura et Leonardo Sbaraglia.
- 2020 : Une offrande à la tempête (Ofrenda a la tormenta), film espagnol réalisé par Fernando González Molina (es), avec  Marta Etura et Leonardo Sbaraglia.
- 2024 : Tout cela je te le donnerai (Todo esto te daré), mini-série télévisée française réalisée par Nicolas Guicheteau, coproduction d'Incognita, Las Niñas Pictures, Room 237, HDC et France Télévisions pour France 2, réalisée avec la participation de la RTBF (télévision belge) et de la Radio télévision suisse (RTS).

## Prix et distinctions
- Prix Planeta 2016 pour Tout cela je te le donnerai (Todo esto te daré)
- Prix Bancarella 2018 pour Tout cela je te le donnerai (Todo esto te daré)
- Grand prix des lectrices de Elle polar 2021 pour La Face nord du cœur (Lacara norte del corazón)[4]